# Туз-Бель
Туз-Бель (кирг. Туз-Бел) — село в Узгенском районе Ошской области Кыргызстана. Входит в состав Джалпак-Ташского аильного округа. Код СОАТЕ — 41706  255 813 06 0

## Население
По данным переписи 2023 года, в селе проживало 1 792 человек.